# Gabriela Michetti
Marta Gabriela Michetti ( (escucharⓘ); Laprida, Buenos Aires, 28 de mayo de 1965) es una política e internacionalista argentina perteneciente al partido político Propuesta Republicana. Fue vicepresidenta de la Nación Argentina entre el 10 de diciembre de 2015 y el 10 de diciembre de 2019. Fue la segunda mujer en la historia en ocupar dicho cargo después de que  María Estela Martínez de Perón lo ocupara entre los años 1973 y 1974.
Anteriormente fue vicejefa de Gobierno de la Ciudad de Buenos Aires hasta el 20 de abril de 2009, cuando renunció para presentarse como candidata a diputada nacional en las elecciones legislativas del 28 de junio, resultando electa para el mandato 2009-2013. En 2013 fue elegida senadora nacional por la Ciudad Autónoma de Buenos Aires y designada jefa del bloque PRO en el Senado.

## Biografía

### Comienzos
Gabriela Michetti nació en la ciudad bonaerense de Laprida. Sus padres son Mario Michetti y Martha Illia, quien es sobrina nieta de Arturo Umberto Illia, expresidente de la Nación Argentina.
Se recibió de bachiller en Ciencias Políticas y Licenciada en Relaciones Internacionales en la Universidad del Salvador en 1988. Realizó  un curso de especialización en Solución de Diferencias en la OMC. Entre 1989 y 2001 se desempeñó como agente estatal en la provincia de Buenos Aires hasta 1991 y en el ámbito del Ministerio de Economía de la Nación, desde entonces.
En 1993 nació su hijo Lautaro, fruto del matrimonio con el periodista Eduardo Cura, de quien se divorció luego de varios años. En noviembre de 1994, sufrió un accidente automovilístico viajando a su pueblo natal, Laprida, que la dejó parapléjica. En el auto la acompañaba su exmarido y más adelante, en otro auto, estaban sus padres con su hijo. El auto perdió estabilidad en el camino del ripio y volcó; ella salió expulsada del mismo sufriendo lesiones graves en su columna. 
Comenzó su vida política en la Democracia Cristiana, siguiendo a Carlos Auyero como militante de la agrupación Humanismo y Liberación. En 2003 se integró al Frente Compromiso para el Cambio, dirigido por Mauricio Macri; ese mismo año fue elegida legisladora de la Ciudad de Buenos Aires.

### Legisladora de la ciudad de Buenos Aires (2003-2007)
Entre 2003 y 2007 ocupó el cargo de legisladora de la Ciudad Autónoma de Buenos Aires, presidió el Bloque Compromiso para el Cambio. 
Durante su mandato impulsó la ley 2.095 de Compras y Contrataciones, También impulsó desde su bloque la modificación de la Ley 104 de Acceso a la información y de la Ley 269 de Registro de Deudores Alimentario, entre otras. En ejercicio de ese cargo, en 2006, se destacó por su función en la Comisión Investigadora del incendio de Tragedia de Cromañón.
Gabriela Michetti fue criticada por la oposición por faltar a presidir las sesiones de la Legislatura sin haber pedido licencia.  Entre el 13 de diciembre de 2007 y el 6 de noviembre de 2008, se realizaron 43 sesiones de la Legislatura y Michetti estuvo ausente en 40 de ellas sin haber pedido licencia.

### Vicejefa de Gobierno de la ciudad de Buenos Aires (2007-2009)

#### Elecciones de 2007
Las elecciones a jefe de Gobierno y Vice del 2007, en la Ciudad Autónoma de Buenos Aires, integró la fórmula a Vicejefa de Gobierno de la Ciudad de Buenos Aires a Mauricio Macri, por el partido Propuesta Republicana. 

El 3 de junio de 2007 la fórmula compitió por la Jefatura de Gobierno de la Ciudad de Buenos Aires con el siguiente resultado (98.25 % mesas escrutadas):
| Candidato      | Partido                                   | Votos   | %     |
| -------------- | ----------------------------------------- | ------- | ----- |
| Mauricio Macri | Propuesta Republicana                     | 780.540 | 45,62 |
| Daniel Filmus  | Frente para la Victoria                   | 406.706 | 23,77 |
| Jorge Telerman | PJ / UCR / PS / Corriente Porteña         | 354.167 | 20,70 |
| Patricia Walsh | Movimiento Socialista de los Trabajadores | 50.233  | 2,94  |

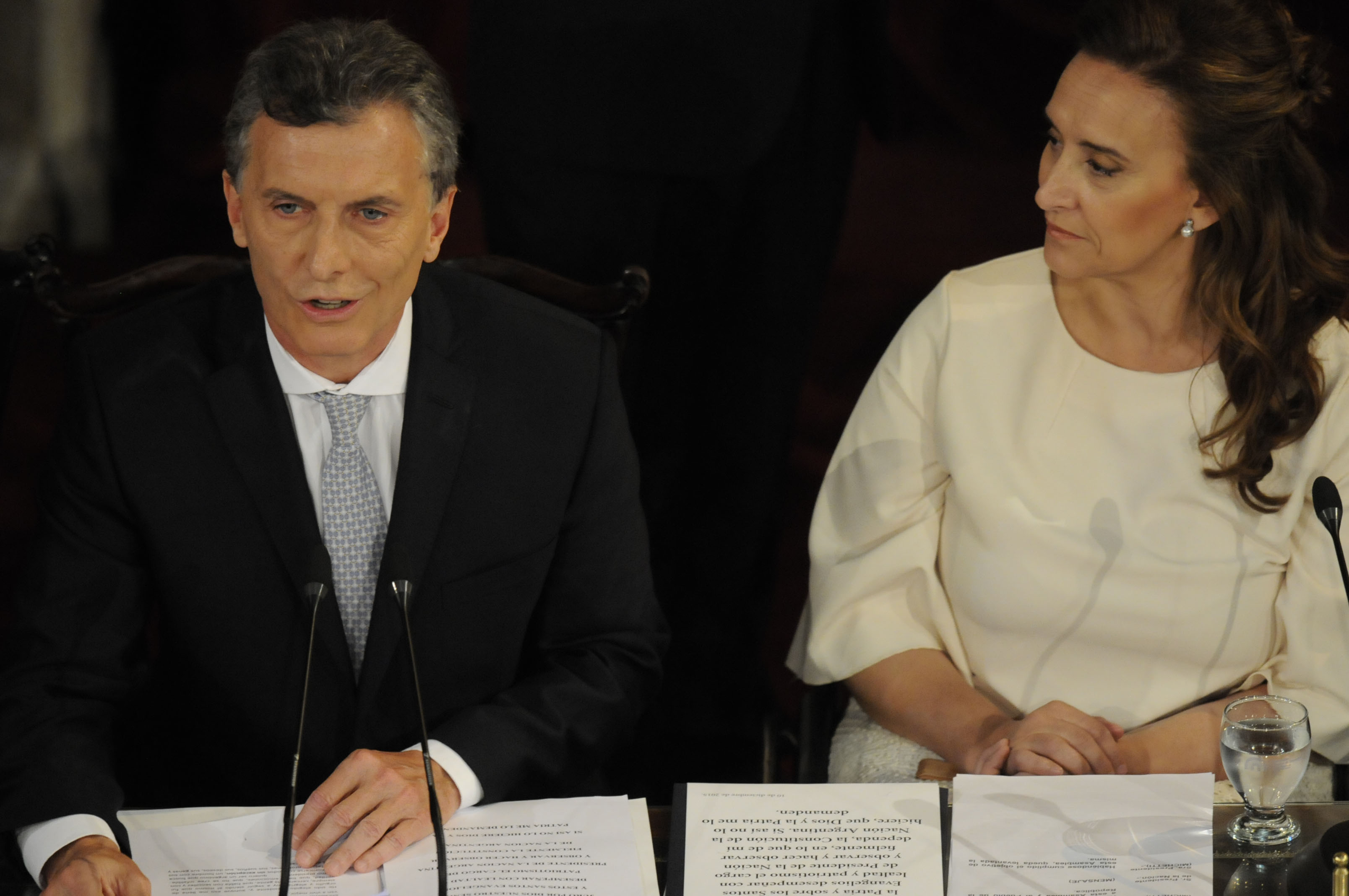
Gabriela Michetti y Mauricio Macri en la Asamblea Legislativa con motivo de su asunción el 10 de diciembre de 2015.

Debido a que ningún candidato alcanzó a superar el 50% de los votos, el 24 de junio las fórmulas Macri-Michetti y Filmus-Heller volvieron enfrentarse para definir cuál de las dos estaría al frente del gobierno de la ciudad en el siguiente mandato. El triunfo fue para la primera de ellas, siendo los resultados los que se muestran a continuación (99.87 % mesas escrutadas):
| Candidato                | Partido                 | Votos     | %     |
| ------------------------ | ----------------------- | --------- | ----- |
| Mauricio Macri           | Propuesta Republicana   | 1.006.157 | 60,96 |
| Daniel Filmus            | Frente para la Victoria | 644.414   | 39,04 |
| Votos en blanco          |                         |           | 3,80  |
| Votos nulos y recurridos |                         |           | 3,20  |

#### Gestión como vicejefa
Tras la victoria de la fórmula Macri-Michetti, la Legislatura modificó la Ley de Ministerios de la Ciudad Autónoma de Buenos Aires y autorizó al jefe de Gobierno de la Ciudad a delegar en la Vicejefatura de Gobierno diversas funciones ejecutivas. De esta manera, Gabriela Michetti se convirtió en la primera Vicejefa de Gobierno que asumió auténticas responsabilidades de gestión. En concreto, mediante la modificación de la Ley de Ministerios, el jefe de Gobierno, Mauricio Macri, delegó en Michetti las siguientes funciones:
1. Elaborar, diseñar, planificar y coordinar la ejecución del Programa Puertas del Bicentenario, que contempla todos los proyectos a ser ejecutados para las conmemoraciones a realizarse desde el 25 de mayo de 2010 hasta el 9 de julio de 2016.
2. La Presidencia del Consejo de Planeamiento Estratégico.
3. Implementar las acciones y programas para la promoción y preservación de la defensa de los derechos humanos, razón por la cual la Subsecretaría de Derechos Humanos de la Ciudad y sus Direcciones Generales (de Atención y Asistencia a la Víctima, y de Minorías y sus Garantías) pasaron a depender de la Vicejefatura de Gobierno.
4. Implementar proyectos que fortalezcan la cultura cívica y la participación ciudadana, en cuyo marco se desarrolla desde entonces el programa Pasión por Buenos Aires.
5. Diseñar e implementar políticas referidas a las personas con necesidades especiales, motivo por el cual se creó la Comisión para la Plena Participación e Inclusión de las Personas con Discapacidad (COPIDIS).

Los resultados de la gestión de Gabriela Michetti al frente de la Vicejefatura de Gobierno pueden ser apreciados en el Informe de Gestión elaborado al respecto, que comprende el lapso en el que Michetti se desempeñó como Vicejefa de Gobierno de la Ciudad.

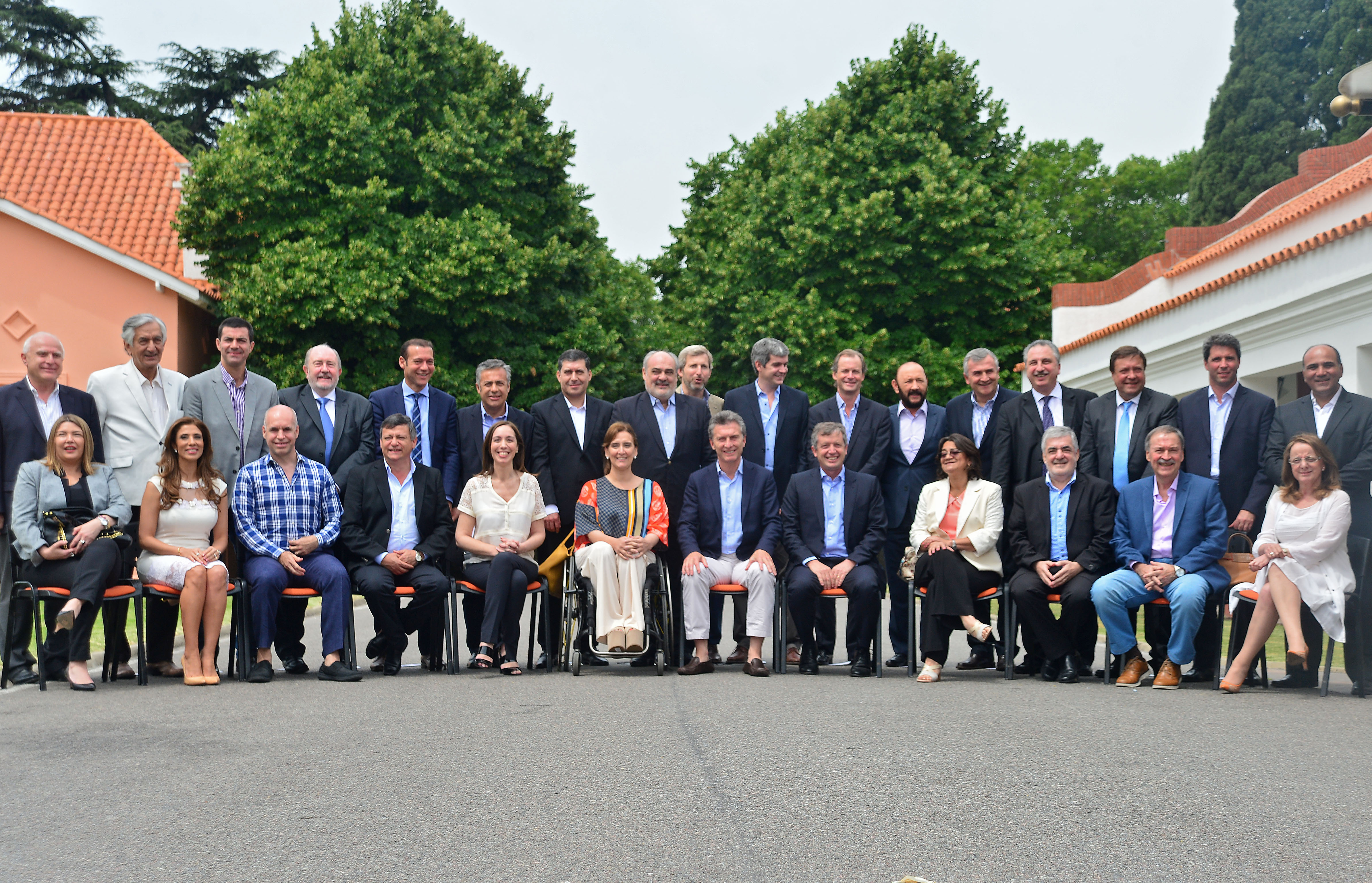
Macri y Michetti junto a los gobernadores provinciales en la Quinta presidencial de Olivos, el 12 de diciembre de 2015

El 20 de abril de 2009 renunció a la vicejefatura para presentarse como candidata a diputada nacional en las elecciones legislativas del 28 de junio, para diferenciarse de las candidaturas testimoniales que impulsaron otras fuerzas. Obtuvo el 31,09% de los votos y resultó elegida para el período 2009-2013.  

### Diputada nacional (2009-2013)
En el 2009 encabezó la lista del PRO a Diputados Nacionales por la Ciudad de Buenos Aires, junto a Esteban Bullrich, por el partido PRO, obteniendo en CABA el 31,10% de los votos, aventajando a Proyecto Sur, Fernando «Pino» Solanas
Durante este periodo presentó un proyecto de ley para eliminar las elecciones parlamentarias, pidiendo suspender las elecciones de medio término. Consideró “medio destructiva la competencia electoral” y dijo que “cada vez que votamos se empieza a hacer un lío terrible”.
La vicepresidenta sugirió suspender las elecciones de medio término. Consideró “medio destructiva la competencia electoral” y dijo que “cada vez que votamos se empieza a hacer un lío terrible”.
Como diputada había asegurado que las parejas homosexuales únicamente podían adoptar niños cuando la situación de los chicos fuera de tanto abandono y pobreza, que nadie quisiera incorporarlos a su familia, lo que generó rechazos unánimes de la comunidad homosexual, de diferentes ONG como la Comunidad Homosexual Argentina (CHA).
En 2012 se denunció que Mauricio Macri y Michetti financiaron su campaña porteña con dinero proveniente una red de prostíbulos y trata de personas. Esta denuncia fue llevada adelante por Lorena Martins contra su propio padre, Raúl Martins, un exagente de la SIDE sindicado como el líder de la red de trata. Según la denuncia Martins habría construido una estructura perfectamente desarrollada con el fin de sostenerse y ampliar su imperio dedicado a la promoción y facilitación de la prostitución, y trata de personas.

### Senadora nacional (2013-2015)
En octubre de 2013, Michetti fue elegida senadora nacional por la Ciudad de Buenos Aires, compartiendo la candidatura del PRO con Diego Santilli. Su lista para el Senado superó con una leve diferencia a la candidatura de Fernando «Pino» Solanas y Fernanda Reyes, quienes se presentaban por el frente multipartidista y opositor al gobierno de Macri, UNEN.
Ese mismo mes el PRO anunció la precandidatura presidencial de Mauricio Macri para el 2015. En su rol en el senado fue criticada el presidente de la bicameral que investiga la desaparición del submarino ARA  ocurrida durante el mandato de Mauricio Macri San Juan, quien le reprochó a la vicepresidenta Gabriela Michetti la falta de presupuesto para el funcionamiento de la comisión, que además -según denunció- no tiene asignado un secretario administrativo.

### Precandidata a Jefa de Gobierno
La primera elección interna del PRO se desarrolló el 26 de abril entre Gabriela Michetti y Horacio Rodríguez Larreta.  Rodríguez Larreta gana con el 60 %.
| Partido               | Votos Totales | Porcentaje Total | Lema                  | Precandidato              | Votos Interna | Porcentaje Interna | Resultado Final                            |
| --------------------- | ------------- | ---------------- | --------------------- | ------------------------- | ------------- | ------------------ | ------------------------------------------ |
| Propuesta Republicana | 882.421       | 48,06%           | Sigamos con el cambio | Horacio Rodríguez Larreta | 518.018       | 60,00%             | Habilitado para las elecciones generales   |
| Propuesta Republicana | 882.421       | 48,06%           | Hay equipo            | Gabriela Michetti         | 345.201       | 40,00%             | Inhabilitado para las elecciones generales |

El 5 de julio se estrena el voto electrónico en toda la Ciudad para elegir al jefe de Gobierno; el PRO obtuvo el 45,6 % de los votos, lo que no evitó que vaya a una segunda vuelta con el candidato de ECO, Martín Lousteau, quien obtuvo el 25,5 %. El 19 de julio triunfó con el 51,6 %, frente al 48,4 % del postulante de ECO.

### Vicepresidenta de la Nación (2015-2019)

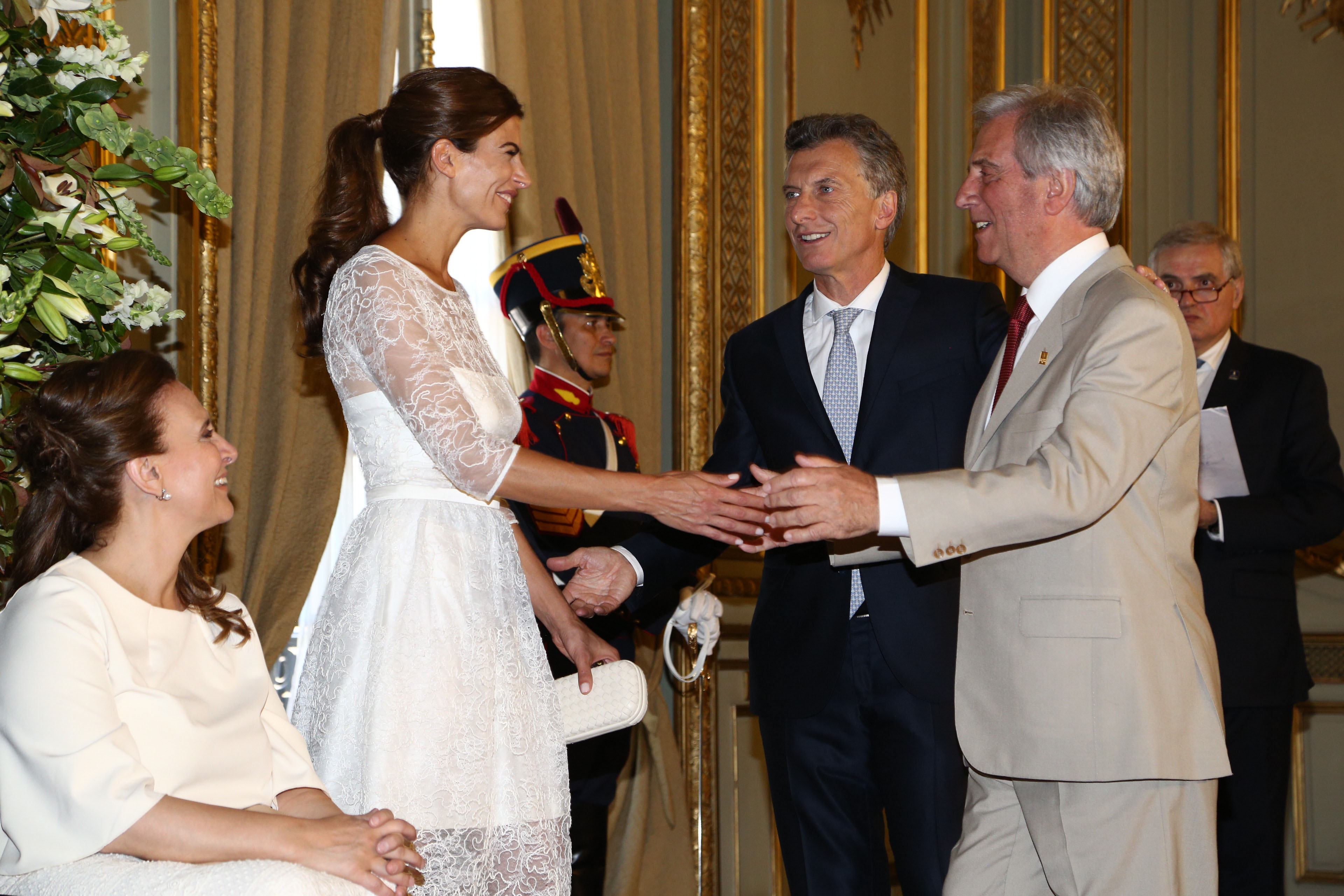
Michetti, junto a Macri, Juliana Awada y el presidente uruguayo Tabaré Vázquez, en el Palacio San Martín, el 10 de diciembre de 2015

El 9 de agosto de 2015, las PASO para suceder a la presidenta Cristina Fernández de Kirchner. Por la alianza Cambiemos se presentaron tres candidaturas: Mauricio Macri -candidato del PRO-, Ernesto Sanz -candidato de la UCR- y Elisa Carrió -candidata de la Coalición Cívica. Como candidata a vicepresidenta, Macri había elegido con anterioridad a las PASO a Gabriela Michetti, quien fue preferida a Marcos Peña.
De los quince postulantes a la presidencia, quedaron seis en carrera para las elecciones de octubre: Scioli, Macri, Massa, Margarita Stolbizer, Nicolás del Caño y Adolfo Rodríguez Saá.
Las elecciones presidenciales se realizaron el 25 de octubre de 2015 mediante una primera vuelta y de manera conjunta con las elecciones legislativas, de acuerdo a lo establecido en la Constitución Nacional y las leyes electorales. En la misma las dos fórmulas más votadas fueron Scioli-Zannini (37%) y Macri-Michetti (34%). 
Debido a que ninguna de las dos fórmulas más votadas reunieron la cantidad mínima de votos exigidos por la constitución, se programó una segunda vuelta el 22 de noviembre. El balotaje fue ganado por la fórmula Macri-Michetti, que obtuvo el 51,40%, asumiendo el 10 de diciembre.
Como vicepresidenta de la nación, prohibió el canje de pasajes en el senado por dinero.
Ese mismo año apareció en la lista de periodistas afines al gobierno que habían sido beneficiados por la vicepresidenta, Gabriela Michetti, quien repartió en 30 días 3,1 millones de pesos bajo la etiqueta de “pauta publicitaria” del Senado otorgada por contratación directa, y esquivando todos los controles oficiales la lista estaba integrada entre otros beneficiarios considerados periodistas "oficialistas" por Mónica Gutiérrez,María O'Donnell y Carlos Pagni, Facundo Pastor, Luis Majul, Santo Biasatti, Pablo Rossi, Joaquín Morales Solá, Nicolás Dujovne, Jorge Lanata, etc. A raíz del caso Gabriela Michetti fue denunciada por irregularidades en el reparto de pauta oficial desde el Senado e incumplimiento de deberes de funcionario.Ese mismo año la fiscal Paloma Ochoa impulsó la investigación contra Michetti junto a otros imputados como Helio Rebot, ex secretario administrativo del Senado de la Nación; y a Germán De Vincenzo, presidente de la empresa Dinale S.A. por el delito de defraudación a la administración pública y negociación incompatible con la función pública.En una causa paralela sería denunciada por defraudación  por pagos millonarios para obras en el senado que nunca fueron realizadas adjudicadas a una empresa propiedad de su marido Juan Tonelli.
En 2019 Gabriela Michetti y Laura Alonso, fueron denunciadas por tráfico de influencias a raíz de los audios de Michetti que se hicieron públicos donde se revelan que la vicepresidenta intercedió ante la entonces titular macrista de la Oficina Anticorrupción para ayudar a un colaborador suyo, Guillermo Pino, imputado por irregularidades en ANSES por desvío de fondos de 118 millones de pesos. En los audios Michetti le pidió a la titular de la Oficina Anticorrupción Laura Alonso, que desvincule de una investigación de ese organismo "Hola Lau, te agradezco por haberle dado la reunión a mi amigo. Se llama Guillermo Pino, es uno de los que está involucrado en la denuncia de la ANSES por el tema comunicaciones ... es del estilo nuestro. En otro audio Michetti expresaba "Laura, necesito que te juntes con un amigo mío, que está trabajando conmigo además"
La directora de Asuntos Jurídicos del Senado denunció penalmente a Micheli por defraudación contra la administración pública y negociaciones incompatibles, ya que pagó 180 millones de pesos y otros pagos millonarios por obras que no tuvieron avances en la Cámara alta.

## Controversias

### Denuncia y desestimación por el memorándum con Catar

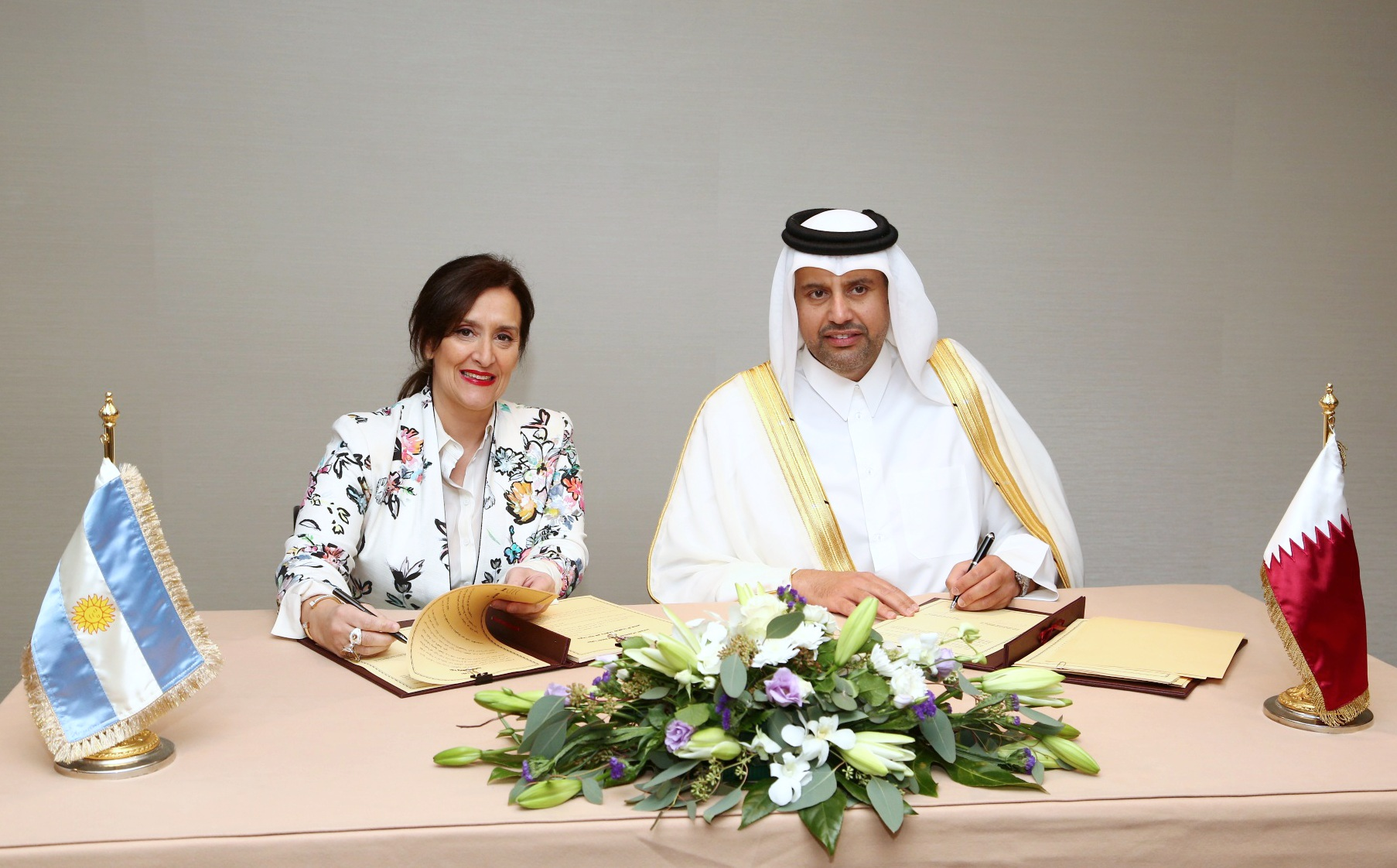
Gabriela Michetti firmando el memorándum con el ministro de economía catarí Ahmed bin Jassim Al Thani.

El 30 de diciembre de 2016 el presidente Macri, Gabriela Michetti, así como otros funcionarios del gobierno, fueron imputados por la fiscal Paloma Ochoa por la eventual comisión de los delitos de otorgamiento de actos irregulares o indebidos, estafas y defraudaciones (artículo 174 inc. 5.º del Código Penal), administración fraudulenta (artículo 173 inciso 7.º del C.P) y negociaciones incompatibles con el ejercicio de funciones públicas (artículo 265 del C.P) en perjuicio al erario público, como partícipes de la firma del Memorándum con Catar del 6 de noviembre de 2016, creando un fondo de inversión por 1300 millones de dólares, con una "estructura offshore", para la administración del Fondo de Garantía de Sustentabilidad de la ANSES.
El juez federal Daniel Rafecas, quien dirigió la investigación, dispuso la desestimación por inexistencia de delito de la denuncia formulada contra Mauricio Macri, Gabriela Michetti, Susana Malcorra y una serie de funcionarios nacionales. Rafecas expresó en el fallo que la firma del memorándum no implica obligación legal, económica o financiera para Argentina, y por lo tanto no implicó ningún daño patrimonial al país, que habilitara una investigación penal. La decisión fue confirmada por la Sala I de la Cámara Federal. El juez Leopoldo Bruglia sostuvo que "el hecho objeto de estas actuaciones no encuadra en ninguna hipótesis penalmente relevante" resultando el Memorándum "una conducta atípica que no amerita dar curso a una investigación penal". Mientras que Jorge Ballestero agregó que el Memorándum cuestionado "no se instituye, hoy, en un acto jurídico susceptible de ser abordado desde este ámbito penal".

### Causa judicial y sobreseimiento por el dinero que fue robado de su casa
El 22 de noviembre de 2015, el mismo día en que se celebraba el balotaje en el que fue elegida vicepresidenta, Michetti sufrió el robo en su propia casa de «5000 pesos, del cajón de la mesa de luz situada en el lado izquierdo; 200 mil pesos, de una bolsa de papel madera que se encontraba al costado de la cama; 40 mil pesos, del interior del placard, envueltos en una bolsa de cartón; 50 mil dólares, del otro placard de madera», por el hecho fue procesado y condenado un custodio de la entonces senadora nacional. El robo no se conoció hasta que en julio de 2016 el diario Tiempo Argentino dio cuenta del mismo.  El caso fue llamado por la prensa Caso Michetti. Actualmente se encuentra sobreseída, habiendo sido la segunda vicepresidenta en la historia en quedar imputada y luego sobreseída en el ejercicio del cargo.
Michetti en un primer momento al conocerse el caso dijo que era absolutamente mentira que hubiese bolsos con dinero en su casa. Posteriormente afirmó que «los 200 mil pesos declarados pertenecían a donaciones que se realizaron a la Fundación SUMA que yo presido»; «los 45 mil pesos eran el dinero con el que estaba pagando una refacción en mi casa y el resto, el manejo cotidiano de una casa de familia»; «los 50 mil dólares, se trataba de un préstamo que había recibido de Juan (mi pareja), para el pago de una maestría que yo quería regalarle a mi hijo». Su pareja declaró que el dinero «eran para donaciones y no fruto de donaciones». Juan Tonelli, pareja de Michetti, declaró dos veces en la causa sobre el robo “y que en ninguna de esas dos ocasiones dijo que los dólares se los hubiera prestado él”. Por estas contradicciones, se realizaron tres denuncias diferentes para investigar el origen de los fondos robados. Uno de los denunciantes, el diputado Rodolfo Tailhade, reveló que la vicepresidenta obligó a su empleada doméstica a frenar la denuncia del robo. Ante la justicia, la empleada doméstica admitió la "habitual" existencia de bolsos con dinero dentro de la casa de Michetti: afirmó que "siempre guardaban y tenían dinero en bolsos dentro del domicilio". La empleada doméstica de Michetti declaró ante la Justicia que la vicepresidenta “guardaba dinero dentro de la habitación”, confió que le pedía a ella que le guardara el dinero en un placard envueltos en pañuelos, pero no sabía la cantidad exacta en virtud de dárselos en sobres cerrados, según se lee en la declaración. Posteriormente al ordenarse allanamientos por parte del fiscal de manera precipitada se realizó a medianoche el cambio de domicilio de la fundación a la dirección de Pasco 640, donde vive Gabriela Michetti y de donde fue robado el dinero investigado.
Según establece la Unidad de Información Financiera (UIF), toda donación destinada a fundaciones debe estar bancarizada. Por otro lado, "las fundaciones que reciban donaciones o aportes de terceros por importes superiores a $ 50 000 realizados por una o varias personas relacionadas en un período no superior a los 30 días deberán presentar una declaración jurada de información." El fiscal Marijuán indaga el dinero correspondiente a la fundación SUMA porque la normativa prohíbe que las fundaciones reciban donaciones en pesos y buscará averiguar si SUMA justificó el origen de sus donaciones y cumplió con las normas antilavado. El fiscal solicitó indagar sobre un conjunto de fundaciones más amplio que están en la mira como posibles fuentes de recaudación para el financiamiento de la actividad política de PRO. A raíz de su caso, se comenzó a investigar el funcionamiento de otras fundaciones similares que habitan el ecosistema PRO tales como Fundar Justicia y Seguridad (del secretario de Seguridad, Eugenio Burzaco) o Formar (que dirige el ministro de Transporte, Guillermo Dietrich). Incluso se avanzó sobre la extinta Creer y Crecer, que capitaneaba el polémico intendente de Lanús, Néstor Grindetti, jaqueado también por la investigación sobre los Panamá Papers.
Las explicaciones dadas por Michetti sobre el dinero robado también produjeron polémica debido a que la Fundación SUMA por ley, como todas las fundaciones, debe recibir importes superiores a 50 000 pesos de a través de medios electrónicos y deben presentar una declaración jurada. La fundación no cumplió ninguna de estas normas. Asimismo, Michetti afirmó que la fundación formada en 2009 tenía tres empleados, pero no se encontraba registrada en la Administración Federal de Ingresos Públicos (AFIP) como empleadora y sólo lo hizo recién después de la causa judicial, en julio de 2016. Tampoco presentó ningún balance de los 6 años que se encuentra operando, ni tampoco informó de las supuestas asambleas realizadas ante la Inspección General de Justicia, que fueron presentadas todas de manera conjunta en agosto de 2016. Días después se descubrió que —de acuerdo al propio Boletín Oficial porteño— la pareja de Michetti, Tonelli, recibió más de dos millones de pesos producto de la pauta publicitaria en sus revistas y la organización de eventos gastronómicos como el "BAM – Buenos Aires Market" y las "Sparkling Nights". Se encontró también que, pese a contar con importes millonarios y estar en actividad desde 2009, la Fundación recién registró su CUIT hace un mes, luego del escándalo por el origen del dinero. Se desprende que además, tampoco habían presentado nunca un balance ante la Inspección General de Justicia. Además, aunque presentaba en su página web un amplio personal de empleados, la Fundación no contaba con ningún empleado registrado. El 12 de agosto fue imputada por el origen del dinero robado en su casa.
El 3 de septiembre el juez federal Ariel Lijo ordenó secuestrar los libros contables de la fundación SUMA, pero los investigadores no los encontraron porque los tiene el contador, mientras la AFIP informó que la ONG recibió solo en 2015 aportes por más de cuatro millones de pesos. tras el informe publicado por Economía Política el último domingo, Martínez Herrero solicitó investigar el vínculo entre el acusado de proxeneta pronto a ir a juicio oral, Morales Comini, y la fundación de la vicepresidenta.
El 12 de abril de 2017 el juez federal Ariel Lijo sobreseyó a la vicepresidenta Gabriela Michetti en la causa que investigaba el origen de los fondos que le robaron de su casa el 22 de noviembre de 2015. El titular del Juzgado Nacional en lo Criminal y Correccional Federal N.º 4 consideró que Michetti logró acreditar que $245.000 y los u$s 50.000 sustraídos de su casa de Balvanera el 22 de noviembre de 2015 eran "legales". Asimismo, el magistrado resolvió que se archive la investigación vinculada al funcionamiento y financiamiento de la fundación SUMA impulsada por diputados del Frente para la Victoria. El juez sostuvo que luego de producir toda la prueba y recopilar gran cantidad de información de cada una de las fundaciones, no se verificó ningún hecho delictivo ni tampoco sustentó la producción de nuevas medidas por encontrarse agotada la investigación.
En 2017 apareció en la lista de periodistas afines al gobierno que habían sido beneficiados por la vicepresidenta, Gabriela Michetti, quien repartió en 30 días 3,1 millones de pesos bajo la etiqueta de “pauta publicitaria” del Senado otorgada por contratación directa, y esquivando todos los controles oficiales la lista estaba integrada entre otros beneficiarios considerados periodistas "oficialistas" por Mónica Gutiérrez,  Luis Novaresio, María O'Donnell y Carlos Pagni, Facundo Pastor, Luis Majul, Santo Biasatti, Pablo Rossi, Joaquín Morales Solá, Nicolás Dujovne, Jorge Lanata, etc. A raíz del caso Gabriela Michetti fue denunciada por irregularidades en el reparto de pauta oficial desde el Senado e incumplimiento de deberes de funcionario.

### Imputación  por malversación de fondos públicos
En el marco de una causa penal llevada adelante por  el juez Ariel Lijo que investiga fundaciones ligadas al PRO, el fiscal Guillermo Marijuan radicó una denuncia por la contratación irregular de Cecilia Ruth Brook, pareja del periodista Alfreo Leuco, que había sido designada en el Senado aunque “no desempeñaría ningún cargo en la Cámara Alta sino que realizaría tareas privadas para la Fundación SUMA", que encabeza la vicepresidenta.